# Fábrica Nacional de Mobilidade
A Fábrica Nacional de Mobilidade - FNM, é uma indústria brasileira fabricante de caminhões elétricos, com sede no Rio de Janeiro e unidade de produção em Caxias do Sul, no Rio Grande do Sul.

## Histórico
Em 2018, uma empresa do ramo de mobilidade adquiriu os direitos de uso do nome e da logomarca da extinta Fábrica Nacional de Motores - FNM, junto ao Instituto Nacional da Propriedade Industrial (INPI), a fim  usá-los em uma série de caminhões elétricos. Na nova versão, a sigla passou a significar "Fábrica Nacional de Mobilidades." 
A FNM é voltada para soluções em mobilidade de alta tecnologia, projetando veículos com zero emissão de gases. A ideia é desenvolver o sistema RePower, que consiste em transformar veículos a combustível fóssil em elétricos. 
A produção dos veículos ocorre em parceria com a Agrale, de Caxias do Sul, que já têm experiência no desenvolvimento e fabricação de caminhões, tratores e chassis para ônibus. No futuro, a ideia é ter estes veículos elétricos e com a marca FNM.
Os primeiros modelos a sair de fábrica são o FNM 832, com Peso Bruto Total de 13 toneladas, e o FNM 833, com PBT de 18 toneladas. 
Embora nada tenham a ver com o antigo fabricante, as cabinas dos veículos contam com um aspecto retrô, em uma releitura contemporânea dos  “Fenemês” fabricados na década de 1960.
Os caminhões contam com tablet conectado com a TI operacional e sistemas de logística, câmeras anticolisão com inteligência artificial, sistema de mudança de faixa e alertas ao motorista. Estará apto para ser um veículo autônomo, quando a tecnologia assim o permitir. 
O motor elétrico terá um sistema de 650 volts e potência equivalente a 355 cv enquanto a autonomia informada é de 130 quilômetros, tendo vocação urbana, para entregas médias. Componentes como baterias, motores e sistema digital serão importados da Finlândia, China e Estados Unidos.

## Modelos
A fabricante produzirá de início dois modelos, voltados para o transporte urbano. Pretende ingressar no ramo de caminhões maiores, chassis para ônibus e tratores, todos elétricos. 
- FNM 832 - Peso Bruto Total de 13 toneladas

- FNM 833 - Peso Bruto Total de 18 toneladas